# Ardena (Brusimpiano)
Ardena è l'unica frazione di Brusimpiano in provincia di Varese: è posta sulla collina alle spalle del centro abitato.
Negli anni 70 del secolo scorso passò agli onori della cronaca perché si credeva che le campane del Santuario suonassero da sole per fenomeni spiritici.

## Origini del nome
Il nome della frazione Ardena (che anticamente è indicato anche come Ardenna) viene verosimilmente dal verbo "ardere", con riferimento ai frequenti incendi che scoppiavano nella zona boschiva.

## Storia
Ardena è un piccolo centro abitato di antica origine appartenente alla Pieve di Val Travaglia, a lungo disputata fra Milano e Como.
Registrato agli atti del 1751 come un borgo di 139 abitanti in gran parte pastori, nel 1786 Ardena entrò per un quinquennio a far parte dell'effimera Provincia di Varese, per poi cambiare continuamente i riferimenti amministrativi nel 1791, nel 1798 e nel 1799. Alla proclamazione del Regno d'Italia nel 1805 risultava avere 84 abitanti, essendosi quindi spopolata. In età napoleonica nel 1809 il comune di Ardena venne aggregato per la prima volta al limitrofo comune di Brusimpiano, recuperando l'autonomia nel 1816, in seguito all'istituzione del Regno Lombardo-Veneto.
Popolata da 107 persone nel 1853, all'unità d'Italia nel 1861 Ardena contava 113 abitanti. Nel XX secolo il richiamo dei grandi centri urbani causò il crollo delle residenze nel paese, tanto che nel 1921 si censirono solo 96 cittadini. Fu così che il comune di Ardena venne soppresso nel 1928 e aggregato dal fascismo al comune di Brusimpiano, come avvenuto in età napoleonica.
Lo scultore Odoardo Tabacchi, nato a Valganna, era originario di Ardena.